# Монсеньор

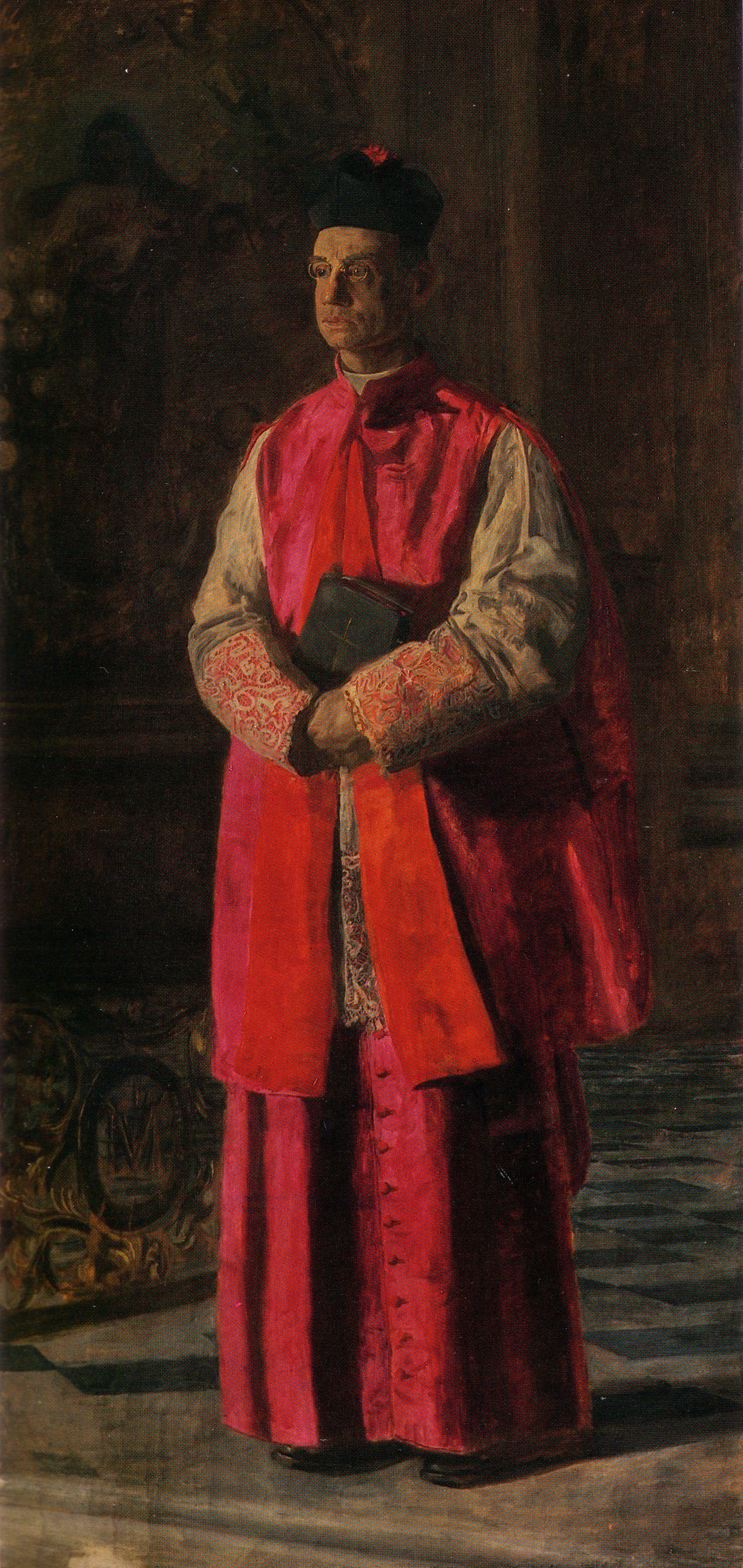
Портрет монсеньора Джеймса П. Тёрнера, работа кисти художника Томаса Икинса

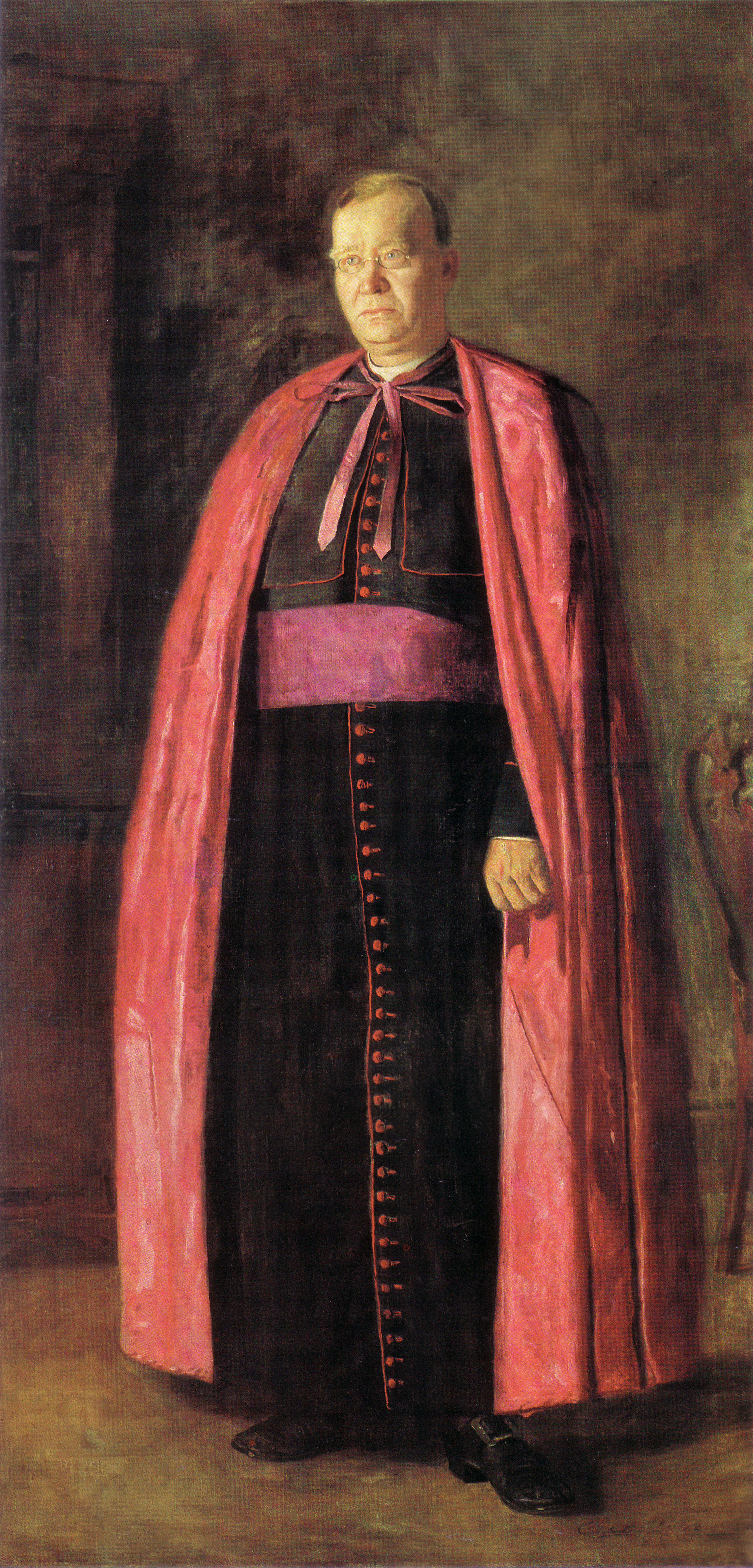
Портрет монсеньора Джеймса Ф. Лафлина, работа кисти художника Томаса Икинса

Монсеньо́р (фр. Monseigneur, итал. monsignore; мн. ч. monsignori) — один из титулов высшего католического духовенства. Монсеньор является формой обращения для тех членов духовенства Католической церкви, которые носят некоторые церковные почётные титулы. Монсеньор — форма апокопы от итальянского monsignore, от французского mon seigneur, означая «мой господин». В литературном русском языке встречаются сокращения мон. и монс.
Как форма обращения, «монсеньор» не имеет самостоятельного назначения (нельзя сказать «сделан монсеньором», не может быть также «монсеньор прихода»). Этот титул связан с почётными наградами, подобно тому как «сэр» или «шевалье» связаны с рыцарством. Три награды или поста наиболее часто связывались с титулованием «монсеньор» — апостольский протонотарий, почётный прелат Его Святейшества и капеллан Его Святейшества. Эти награды предоставляются Папой Римским, обычно по просьбе местного епископа.
Как правило, давался титулярным епископам и архиепископам, т. е. не имеющим епархии. Также даются аббатам и прелатам за какие-либо заслуги. Обращение к епископу: монсеньор епископ.

## Титул и формы обращения
В некоторых странах титул монсеньора (или его эквивалент в иностранном языке) является обычным стилем обращения для всех высших иерархов Римской Церкви рангом ниже кардиналов или патриархов, в том числе для епископов и архиепископов. В других странах, в частности, в англоязычных странах, титул не используется для епископов, но только для священников, которые получили определённые почётные награды и которые занимают определённые должности.
Письменной формой обращения к священнику-монсеньору является Монсеньор (имя) (фамилия) или Преподобный монсеньор (имя) (фамилия). В разговорной форме обращение Монсеньор (фамилия).
Перед упрощением церковных титулов в 1969 году клирики низшего класса титуловались по-английски: The Very Reverend Monsignor (рус. Высокопреподобный монсеньор), по-латыни: Reverendissimus Dominus, по-итальянски: Reverendissimo Monsignore, а лица, принадлежащие к высшим классам, титуловались The Right Reverend Monsignor (рус. Преосвященный монсеньор) (по-латыни: Illustrissimus et Reverendissimus Dominus, по-итальянски: Illustrissimo e Reverendissimo Monsignore).
В 1969 году распоряжением Государственного секретариата Святого Престола было отмечено, что титул «Монсеньора» может быть использован и для епископов. Это нормальная практика в итальянском, французском и испанском языках. Но это необычно по-английски. Та же инструкция указала, что в случае епископов, к обращению «Reverendissimus» (обычно переводится в данном случае как «Преосвященный», а не «Высокопреподобный»), можно добавить слово «монсеньор», а также в отношении прелатов без епископского сана, которые являются главами служб Римской курии, судьями Трибунала Священной Римской Роты, генеральным укрепителем правосудия и защитником уз Апостольской Сигнатуры, Апостольскими протонотариями de numero и четырьмя клириками Апостольской Палаты.

## Классификация монсеньоров

Общий герб апостольского протонотария: галеро амарантового цвета с 12 алыми кисточками.

Папа Павел VI, motu proprio Pontificalis Domus от 28 марта 1968 года ввёл упрощенную классификацию монсеньоров, или младших прелатов. Ранее они были разделены, по крайней мере, на 14 различных классов, в том числе придворных прелатов, четыре класса апостольских протонотариев, четыре класса папских камергеров, и по крайней мере пять классов папских капелланов.
С 1968 года Апостольские протонотарии классифицируются как de numero или внештатные. Большинство бывших классов камергеров и капелланов были отменены, оставлен только один класс «Капеллан Его Святейшества», в частности, категории священнического звучания.

Общий герб Почётного прелата: галеро амарантового цвета с 12 фиолетовыми кисточками.

В результате монсеньоры теперь делятся на следующие три класса, в порядке убывания старшинства:
- Апостольский протонотарий, из которых два ранга сохраняется:
  - de numero (высший и наименее распространённый ранг, обычно их только семь);
  - внештатный (высший ранг монсеньора, находящегося вне Рима).

Общий герб Капеллана Его Святейшества: галеро чёрного цвета с 12 фиолетовыми кисточками.

- Почётный прелат Его Святейшества (ранее «Придворный прелат»)[4]
- Капеллан Его Святейшества (ранее «Внештатный тайный камергер»)[4]

Об истории каждого из этих классов монсеньоров смотрите в статье о каждом.
До 1968 года назначение тайного камергера истекало в связи со смертью Папы, который дал его. Сейчас это уже не имеет силы. Те, кто перечислены в алфавитном указателе Annuario Pontificio как Капелланы Его Святейшества продолжают быть перечислены в издании, которые следуют за смертью Папы, как после смерти римских пап Павла VI и Иоанна Павла I в 1978 году, так и после смерти Папы римского Иоанна Павла II в 2005 году.

## Церковное облачение
В 1969 году распоряжением Государственного секретариата Святого Престола также было упрощено облачение монсеньоров.
- Капелланы Его Святейшества используют чёрную сутану с фиолетовой окантовкой с фиолетовым поясом на все случаи жизни.
- Почётные прелаты Его Святейшества используют чёрную сутану с красной окантовкой с фиолетовым поясом на все случаи жизни. Красную окантовку того же оттенка, что и епископы. Они могут использовать фиолетовые сутаны их хорового облачения для литургического события особой торжественности.
- Внештатные апостольские протонотарии одеваются так же, как Почётные прелаты Его Святейшества. В качестве дополнительных привилегий, они имеют возможность также использовать фиолетовое феррайоло, шёлковый плащ носимый с чёрной сутаной с красной окантовкой для не-литургических событий особой торжественности (например, выпускные и церемонии вручения дипломов).
- Апостольский протонотарии de numero (и другие высшие иерархи из служб Римской курии, которые не являются епископами и которые, как указывалось выше, могут рассматриваться Преосвященнейшими монсеньорами) имеют то же облачение, как и другие апостольские протонотарии, но носить мантелетту на хоре и чёрную биретту с красным помпоном. Таким образом, их называют prelati di mantelletta (прелаты мантелетты), потому что это отличительный элемент их одения.

## Другие монсеньоры
В соответствии с законодательством Папы Пия X, генеральные викарии и капитулярные викарии (последний в настоящее время называется епархиальным администратором) являются титулярными (не фактическими) протонотариями durante munere (рус. находящимся на службе), то есть до тех пор, пока они занимают эти должности, и поэтому имеют право титуловаться монсеньорами.
Папа Пий X дал им только привилегии облачения, которыми были чёрные шелковые пояса с бахромой, биретту с чёрной окантовкой и с чёрной кисточкой, и чёрную мантелетту. В результате этого их в некоторых странах называли «чёрными протонотариеями». Тем не менее, «Pontificalis Domus» Павла VI удалил этот пост с Папского двора, хотя титул «монсеньор», который является отличительным от ранга прелата, не был изъят у генеральных викариев, как можно видеть, например, в размещении сокращенного титула «Монс.» перед именем каждого члена секулярного (епархиального) духовенства, перечисленных в качестве генерального викария в Annuario Pontificio. (Почётные звания, такие как «Монсеньор» не считаются подходящими для монашествующего).
Государственный секретариат Святого Престола установил минимальные требования для возраста и священства при назначении Капелланами Его Святейшества (35 лет и 10 лет священства), для Почётных прелатов (45 лет и 15 лет священства) и для Внештатных апостольских протонотариев (55 лет и 20 лет священства). Тем не менее, не отказываются от минимального возраста для генеральных викариев, предлагаемых при назначении в качестве Почётных прелатов, в связи с тем, что до тех пор, пока они занимают должность генерального викария, но и занимают ещё более высокий ранг Внештатного апостольского протонотария. По той же причине, Государственный секретариат Святого Престола не считает целесообразным, чтобы тот, кто уже является генеральным викарием быть назначен только Капелланом Его Святейшества.